# Cantone di Arques
Il Cantone di Arques era una divisione amministrativa dell'arrondissement di Saint-Omer.
È stato soppresso a seguito della riforma complessiva dei cantoni del 2014, che è entrata in vigore con le elezioni dipartimentali del 2015.
Comprendeva parte della città di Saint-Omer e i comuni di:
- Arques
- Blendecques
- Campagne-lès-Wardrecques
- Helfaut